# Torgiano (vino)
Il Torgiano è una DOC riservata ad alcuni vini la cui produzione è consentita nella provincia di Perugia.

## Disciplinare
Approvato con DPR 20.03.1968 G.U. 132 - 25.05.1968
- Modificato con DPR 27.10.1978 G.U. 75 - 16.03.1979 Rettifica G.U. 235 - 06.10.1992
- Modificato con DPCM 06.11.1991 G.U. 176 - 28.07.1992
- Modificato con DM 28.10.1996 G.U. 262 - 08.11.1996
- Modificato con DM 21.07.2003 G.U. 184 - 09.08.2003
- Modificato con DM 15.06.2009 G.U. 148 - 29.06.2009
- Modificato con DM 03.08.2009 G.U. 191 - 19.08.2009
- Modificato con DM 23.09.2009 G.U. 242 - 17.10.2009
- Modificato con DM 30.11.2011 G.U. 295 - 20.12.2011 Pubblicato sul sito ufficiale del Mipaaf Sezione Qualità e Sicurezza - Vini DOP e IGP
- Modificato con DM 07.03.2014 Pubblicato sul sito ufficiale del Mipaaf Sezione Qualità e Sicurezza - Vini DOP e IGP

## Tipologie

### Bianco di Torgiano
| uvaggio                        | Trebbiano Toscano min 50% max 70%; altri vitigni a bacca bianca, non aromatici, idonei alla coltivazione in Umbria max 50% |
| titolo alcolometrico minimo    | xx,xx% vol. |
| acidità totale minima          | xx g/l. |
| estratto secco minimo          | xx,00 g/l |
| resa massima di uva per ettaro | xxx q. |
| resa massima di uva in vino    | xx % |

### Rosso di Torgiano
| uvaggio                        | Sangiovese min 50% max 100%; altri vitigni a bacca rossa, non aromatici, idonei alla coltivazione in Umbria max 50% |
| titolo alcolometrico minimo    | xx,xx% vol. |
| acidità totale minima          | xx g/l. |
| estratto secco minimo          | xx,00 g/l |
| resa massima di uva per ettaro | xxx q. |
| resa massima di uva in vino    | xx % |

### Rosato di Torgiano
| uvaggio                        | Sangiovese min 50% max 100%; altri vitigni a bacca rossa, non aromatici, idonei alla coltivazione in Umbria max 50% |
| titolo alcolometrico minimo    | xx,xx% vol. |
| acidità totale minima          | xx g/l. |
| estratto secco minimo          | xx,00 g/l |
| resa massima di uva per ettaro | xxx q. |
| resa massima di uva in vino    | xx % |

### Merlot di Torgiano
| uvaggio                        | Merlot min 85% max 100%; possano inoltre concorrere alla produzione le uve a bacca rossa idonee alla coltivazione in Umbria max 15% |
| titolo alcolometrico minimo    | xx,xx% vol. |
| acidità totale minima          | xx g/l. |
| estratto secco minimo          | xx,00 g/l |
| resa massima di uva per ettaro | xxx q. |
| resa massima di uva in vino    | xx % |

### Chardonnay di Torgiano
| uvaggio                        | Chardonnay min 85% max 100%; possano inoltre concorrere alla produzione le uve a bacca bianca, non aromatiche, idonee alla coltivazione in Umbria max 15%. |
| titolo alcolometrico minimo    | xx,xx% vol. |
| acidità totale minima          | xx g/l. |
| estratto secco minimo          | xx,00 g/l |
| resa massima di uva per ettaro | xxx q. |
| resa massima di uva in vino    | xx % |